# Список эпизодов телесериала «Как избежать наказания за убийство»
«Как избежать наказания за убийство» (англ. How to Get Away with Murder) — американский телевизионный сериал производства Шонды Раймс, который вышел на ABC в сезоне 2014—2015 годов. В центре сюжета находится группа амбициозных студентов-юристов и их блестящий и загадочный профессор Аннализ Китинг, роль которой исполняет Виола Дэвис. Сериал стартовал 25 сентября 2014 года и транслируется после шоу Шонды Раймс «Скандал».
Сериал получил значительное количество похвалы от критиков, а также добился успеха в телевизионных рейтингах, становясь самой успешной драматической новинкой сезона 2014-15 годов и самой популярной драмой национального телевидения, наравне с «Скандал». В 2014 году проект получил премию Американского института киноискусства как один из десяти лучших сериалов года. Виола Дэвис в 2015 году выиграла премию Гильдии актёров США за лучшую женскую роль в драматическом сериале, а также номинировалась на «Золотой глобус». Также сериал получил три NAACP Image Award в 2015 году.

## Обзор сезонов
| Сезоны | Сезоны | Эпизоды | Оригинальная дата показа | Оригинальная дата показа |
| Сезоны | Сезоны | Эпизоды | Премьера сезона          | Финал сезона             |
| ------ | ------ | ------- | ------------------------ | ------------------------ |
|        | 1      | 15      | 25 сентября 2014         | 26 февраля 2015          |
|        | 2      | 15      | 24 сентября 2015         | 17 марта 2016            |
|        | 3      | 15      | 22 сентября 2016         | 23 февраля 2017          |
|        | 4      | 15      | 28 сентября 2017         | 15 марта 2018            |
|        | 5      | 15      | 27 сентября 2018         | 28 февраля 2019          |
|        | 6      | 15      | 26 сентября 2019         | 14 мая 2020              |

## Список эпизодов

### Сезон 1 (2014—2015)
| № общий | № в сезоне | Название                                                      | Режиссёр       | Автор сценария                        | Дата премьеры    | Зрители в США (млн) |
| --- | ---------- | ------------------------------------------------------------- | -------------- | ------------------------------------- | ---------------- | ------------------- |
| 1 | 1          | «Пилотная серия» «Pilot»                                      | Майкл Оффер    | Питер Ноуолк                          | 25 сентября 2014 | 14,34               |
| Аннализ Китинг в ходе своих занятий сообщает своим ученикам, что по окончании курса её юридическая фирма отберет лучших и наиболее перспективных студентов для работы у неё. Между тем, как её студенты готовы на все, чтобы получить работу, она скрывает другие свои секреты, не связанные с клиентами. Четыре студента: Уэс Гиббинс, Коннор Уолш, Микаэла Пратт и Лорел Кастильо участвуют в сокрытии убийства, которое демонстрируется в качестве флешфорварда в пилотном эпизоде. |            |                                                               |                |                                       |                  |                     |
| 2 | 2          | «Это всё её вина» «It's All Her Fault»                        | Билл Д'Элиа    | Питер Ноуолк                          | 2 октября 2014   | 12,15               |
| Аннализ занимается делом миллиардера, обвиняемого в убийстве. Параллельно с этим она начинает задумываться о том, является ли её муж виновником смерти студентки. Приглашенная звезда: Стивен Уэбер. |            |                                                               |                |                                       |                  |                     |
| 3 | 3          | «Улыбайся или загремишь в тюрьму» «Smile, or Go to Jail»      | Рэнди Зиск     | Роб Фреско                            | 9 октября 2014   | 10,81               |
| Аннализ и ее студенты берутся за дело матери, которая нуждается в помощи после ареста ФБР. Тем временем, всплывают новые подробности по делу пропавшей студентки. Приглашенная звезда: Ана Ортис. |            |                                                               |                |                                       |                  |                     |
| 4 | 4          | «Давайте начнём копать» «Let's Get to Scooping»               | Лора Иннес     | Эрика Грин Суэффорд                   | 16 октября 2014  | 9,79                |
| Аннализ и её студенты работают над делом генерального директора брокерской фирмы, деятельность которой была приостановлена из-за инсайдерской торговли. Приглашенные звезды: Элизабет Перкинс и Сара Пэкстон. |            |                                                               |                |                                       |                  |                     |
| 5 | 5          | «Мы не друзья» «We're Not Friends»                            | Майк Листо     | Трейси Э. Белломо                     | 23 октября 2014  | 9,97                |
| Аннализ занимается делом подростка, застрелившего своего отца-тирана. Тем временем, Ребекка узнает Сэма по фото в телефоне Лайлы. |            |                                                               |                |                                       |                  |                     |
| 6 | 6          | «Долбаные прятки» «Freakin' Whack-a-Mole»                     | Билл Д'Элиа    | Майкл Фоли                            | 30 октября 2014  | 8,68                |
| Аннализ решает взяться за дело 20-летней данности, в котором был подставлен и приговорен к смертной казни чернокожий мужчина; вскоре она понимает, что в состоянии доказать невиновность этого человека. Аннализ и её команда готовятся к слушанию, пытаясь выяснить, как и почему их клиент был осужден. Во время заседания Аннализ упрекают в том, что её защита была построена только на догадках, но суд признает ещё и то, что обвинение также не имеет никаких доказательств, и их клиента освобождают из-под ареста. Уэс перестает появляться на занятиях, поэтому, чтобы вернуть его, Фрэнк пытается отыскать Ребекку. Также Фрэнк подкидывает телефон Лайлы в машину её парня Гриффина, в результате чего его арестовывают. Аннализ рассказывает Сэму об аресте Гриффина и говорит, что она сделала это только ради него. |            |                                                               |                |                                       |                  |                     |
| 7 | 7          | «Он заслуживал смерть» «He Deserved to Die»                   | Эрик Штольц    | Уоррен Шу Леонард                     | 6 ноября 2014    | 9.18                |
| Аннализ продолжает заниматься делом Ребекки и обнаруживает, что адвокаты Гриффина выставили её в невыгодном свете перед прессой. |            |                                                               |                |                                       |                  |                     |
| 8 | 8          | «Он женат» «He Has a Wife»                                    | Дебби Аллен    | Даг Стокстилл                         | 13 ноября 2014   | 9,25                |
| Аннализ занимается делом матери, которая убила няню во время приступа лунатизма, спровоцированного приемом снотворного. Микаэла встречается с матерью своего жениха (Линн Уитфилд), которая требует от неё, чтобы она подписала брачный контракт. |            |                                                               |                |                                       |                  |                     |
| 9 | 9          | «Убей меня, убей меня, убей меня» «Kill Me, Kill Me, Kill Me» | Стивен Уильямс | Майкл Фоли и Эрика Грин Суэффорд      | 20 ноября 2014   | 9,82                |
| Мы узнаем истинные обстоятельства смерти Сэма. Все студенты за исключением Ашера оказываются в доме Аннализ, куда также прокрадывается Ребекка, чтобы добыть информацию из ноутбука Сэма. Однако Сэм ловит её с поличным, и это приводит к драке, в результате которой студенты убивают его, а затем избавляются от трупа, сперва сжигая, а потом расчленяя тело. В финале выясняется, что Аннализ была замешана в сокрытие трупа. |            |                                                               |                |                                       |                  |                     |
| 10 | 10         | «Привет, Раскольников» «Hello, Raskolnikov»                   | Майкл Оффер    | Маркус Дэлзайн                        | 29 января 2015   | 9,18                |
| Аннализ объявляет Сэма в розыск, так как он становится главным подозреваемым в убийстве Лайлы. Ребекка, тем временем оказывается оправданной по всем пунктам. Коннор и Микаэла эмоционально страдают от последствий убийства. В город приезжает сестра Сэма Ханна (Марша Гей Харден). |            |                                                               |                |                                       |                  |                     |
| 11 | 11         | «Моё лучшее Рождество» «Best Cristmas Ever»                   | Майкл Кэтлман  | Трейси Э. Белломо и Уоррен Шу Леонард | 5 февраля 2015   | 8,34                |
| Ханна хочет узнать правду о судьбе брата и не верит, что это он убил Лайлу. Тем временем, мы узнаем, как студенты провели рождественские каникулы после убийства Сэма. |            |                                                               |                |                                       |                  |                     |
| 12 | 12         | «Она убийца» «She's a Murderer»                               | Билл Д'Элиа    | Эрика Харрисон                        | 12 февраля 2015  | 8,44                |
| Полиция находит фрагменты тела Сэма и приходит в дом Аннализ, чтобы сообщить ей эту новость. Ханна, узнав об этом, обвиняет Аннализ в убийстве брата. Аннализ становится главной подозреваемой, и полиция допрашивает её студентов сотрудников. В финале эпизода Нэйт оказывается арестованным за убийство Сэма. |            |                                                               |                |                                       |                  |                     |
| 13 | 13         | «Мама уже здесь» «Mama's Here Now»                            | Майк Листо     | Эрика Грин Суэффорд и Даг Стокстилл   | 19 февраля 2015  | 8,86                |
| К Аннализ приезжает ее властная и жесткая мать — Офелия Харкнесс (Сисели Тайсон), которая хочет поддержать дочь. |            |                                                               |                |                                       |                  |                     |
| 14 | 14         | «Ночь, в которую умерла Лайла» «The Night Lila Died»          | Лора Иннес     | Майкл Фоли                            | 26 февраля 2015  | 8,99                |
| Уэс начинает подозревать Ребекку в причастности к смерти Лайлы. Коннор, Лорел и Микаэла соглашаются с ним. Ситуация накаляется до предела, и спасти ее может только Аннализ. |            |                                                               |                |                                       |                  |                     |
| 15 | 15         | «Это моя вина» «It's All My Fault»                            | Билл Д'Элиа    | Питер Ноуолк                          | 26 февраля 2015  | 8,99                |
| Становится известной личность истинного убийцы Лайлы. |            |                                                               |                |                                       |                  |                     |

### Сезон 2 (2015—2016)
| № общий | № в сезоне | Название                                                            | Режиссёр            | Автор сценария                   | Дата премьеры    | Зрители в США (млн) |
| --- | ---------- | ------------------------------------------------------------------- | ------------------- | -------------------------------- | ---------------- | ------------------- |
| 16 | 1          | «Пора жить дальше» «It's Time to Move On»                           | Билл Д'Элиа         | Питер Ноуолк                     | 24 сентября 2015 | 8,38                |
| Аннализ и её студенты стараются жить дальше так, как будто ничего не произошло, хотя ребята до сих пор переживают из-за исчезновения Ребекки. Только Аннализ и Фрэнк знают, что Ребекку убили и полны решимости выяснить, кто это сделал. Тем временем, Аннализ решает взять новых клиентов, брата с сестрой, которых обвиняют в убийстве родителей. Старая подруга неожиданно появляется в доме профессора Киттинг и преподает ей ценный урок. |            |                                                                     |                     |                                  |                  |                     |
| 17 | 2          | «Она умирает» «She's Dying»                                         | Роб Харди           | Эрика Грин Суэффорд              | 1 октября 2015   | 7,53                |
| Аннализ с командой ошарашивает известие о том, что на их клиентов пытаются повесить новое обвинение. Тем временем, Аннализ приходится отбиваться от нападок на свидетельской скамье во время предварительного слушания дела Нэйта. |            |                                                                     |                     |                                  |                  |                     |
| 18 | 3          | «Это называется осьминог» «It's Called the Octopus»                 | Джон Терлески       | Джо Фаззио                       | 8 октября 2015   | 7,22                |
| Аннализ берёт дело новой клиентки, и чтобы получить ответы, ее команде приходится погрузиться в мир разврата. Тем временем, Аннализ продолжает работать над делом брата и сестры, которые обвиняются в убийстве родителей, и обнаруживает новый мотив. |            |                                                                     |                     |                                  |                  |                     |
| 19 | 4          | «От неугодных избавляются» «Shanks Get Shanked»                     | Стивен Уильямс      | Анджела Робинсон                 | 15 октября 2015  | 6,81                |
| Аннализ приходит в больницу к жене Нейта, та просит ее убить. Аннализ отказывается это делать.После обнаружения в лесу трупа девушки-подростка, Аннализ и ее команду нанимают для защиты преступницы. Тем временем, Ашер делает шокирующее признание, соглашаясь при этом сдать Аннализ прокурору, но Бонни врет ему, что это она, а не Аннализ убила Сэма. Уэс узнаёт новую информацию об исчезновении Ребекки. |            |                                                                     |                     |                                  |                  |                     |
| 20 | 5          | «Знакомьтесь с Бонни» «Meet Bonnie»                                 | Стивен Крегг        | Сара Л. Томпсон                  | 22 октября 2015  | 6,95                |
| Ашер понимает, что когда работаешь на Аннализ, всё не так, как кажется. Тем временем, Фрэнк разбирается со сложившейся проблемой, а попытка Уэса узнать больше об исчезновении Ребекки оборачивается неожиданным открытием, ребята обнаруживают не ее труп, а чемодан с деньгами. Левоя арестовывают за наркотики, его подставляет Фрэнк. Аннализ показывает Ашеру видео, на котором отец Бонни насилует ее. Ашер приходит в полицию и делает заявление. |            |                                                                     |                     |                                  |                  |                     |
| 21 | 6          | «Двух зайцев одним Миллстоуном» «Two Birds, One Millstone»          | Майк Листо          | Майкл Фоли                       | 29 октября 2015  | 6,27                |
| Аннализ берёт новую клиентку, профессора и трансгендерную женщину, которую обвиняют в убийстве мужа. Тем временем, пятёрка Китинг занимается делом Хэпстоллов и обнаруживает нового неожиданного подозреваемого- это биологический сын тети Хэпстеллов Филипп. Жена Нейта умирает. |            |                                                                     |                     |                                  |                  |                     |
| 22 | 7          | «Я желаю вам смерти» «I Want You to Die»                            | Кевин Брэй          | Уоррен Шу Леонард                | 5 ноября 2015    | 6,49                |
| Аннализ и ее команду нанимает клиент, которого обвиняют в том, что он довёл человека до самоубийства. Тем временем, Ева возвращается, чтобы защищать Нэйта, после того как помощник прокурора Синклер пытается повесить на него убийство его жены. Бонни узнаёт, что случилось на озере Троттер - четверо парней изнасиловали девушку, а Ашер закрыл на это глаза. Ева спасает Нейта- него снимают все обвинения. Филип выслеживает Оливера. |            |                                                                     |                     |                                  |                  |                     |
| 23 | 8          | «Привет, я Филип!» «Hi, I'm Philip»                                 | Дженнифер Гетцингер | Таня Сарачо                      | 12 ноября 2015   | 6,71                |
| Оливер приводит Филипа в дом Аннализ. Филип угрожает Аннализ, а помощница прокурора Синклер придумывает, как выиграть дело. Ашер вычисляет, что в доме Аннализ жучок, и что прокурор Синклер прослушивает их. Аннализ притворяется, что они не знают об этом и подыгрывают. Тем временем, Кэтрин и Калебу приходится принимать решения, от которых зависит их жизнь. Обвинение предлагает им сделку- по 15 лет тюрьмы. Кэтрин отказывается, а Калеб соглашается на 30 лет, лишь бы не посадили Кэтрин. Филип приходит в полицию дать показания против Аннализ, но Нейт успевает прийти ей на помощь и подставляет Филипа. В конце серии выясняется, что Кэтрин заодно с Филипом. |            |                                                                     |                     |                                  |                  |                     |
| 24 | 9          | «Что мы наделали?» «What Did We Do?»                                | Билл Д’Элиа         | Майкл Фоли и Эрика Грин Суэффорд | 19 ноября 2015   | 7,19                |
| Кэтрин сбегает.Помощница прокурора Синклер обнаруживает в деле Хэпстоллов деталь, которая может сыграть ей на руку, однако её действия приводят к страшному результату. Бонни сообщает Ашеру, что его отец покончил жизнь самоубийством.У Ашера случается нервный срыв. Он винит в этом Синклер и намеренно сбивает ее на машине. Аннализ и все остальные пытаются повесить убийство Синклер на Кэтрин. Аннализ тем самым хочет защитить Нейта, на которого упадут все обвинения. Аннализ просит кого-нибудь из пятерки Китинг стрелять в нее, якобы это стреляла Кэтрин, но все отказываются. Аннализ давит на Уэса, говорит, что Ребекка уже давно мертва, и тот стреляет не в ногу, как она просила, а в живот. Потом он подходит и хочет убить её, но Аннализ называет его настоящее имя- Кристо. |            |                                                                     |                     |                                  |                  |                     |
| 25 | 10         | «Что с тобой случилось, Аннализ?» «What Happened to You, Annalise?» | Лора Иннес          | Джей Си Ли                       | 11 февраля 2016  | 5,82                |
| Проходит несколько недель после того, как Уэс выстрелил в Аннализ. Уэс и ребята разгребают последствия случившегося. Аннализ тяжело даётся выздоровление. |            |                                                                     |                     |                                  |                  |                     |
| 26 | 11         | «Она ненавидит нас» «She Hates Us»                                  | Билл Д’Элиа         | Эрика Харрисон                   | 18 февраля 2016  | 4,88                |
| Студенты пытаются вернуться к нормальной жизни, однако в доме Китинг растёт напряжение. Всплывают новые подробности из прошлого Аннализ. |            |                                                                     |                     |                                  |                  |                     |
| 27 | 12         | «Это ловушка» «It's a Trap»                                         | Майк Листо          | Джо Фаззио и Таня Сарачо         | 25 февраля 2016  | 4,86                |
| Аннализ продолжает защищать команду от Филипа, но риск может оказаться слишком высок. Тем временем, Уэс продолжает искать новую информацию по делу о смерти своей матери. Во флэшбеках мы узнаем, что дело Махоуни принимает непростой оборот для Аннализ. |            |                                                                     |                     |                                  |                  |                     |
| 28 | 13         | «Случилось что-то плохое» «Something Bad Happened»                  | Зетна Фуэнтес       | Майкл Фоли и Уоррен Шу Леонард   | 3 марта 2016     | 4,53                |
| Филип не пойман, и Аннализ пытается успокоить ребят и нейтрализовать угрозы убийцы. Тем временем, Уэс и Лорел начинают складывать картину смерти матери Уэса. |            |                                                                     |                     |                                  |                  |                     |
| 29 | 14         | «Это мой малыш» «There's My Baby»                                   | Стивен Уильямс      | Джей Си Ли и Эрика Харрисон      | 10 марта 2016    | 4,80                |
| Помощник прокурора Денвер допрашивает пятёрку Китинг по поводу вечера убийства Эмили Синклер. Тем временем, Филип по-прежнему на свободе, а Калеб пропадает. |            |                                                                     |                     |                                  |                  |                     |
| 30 | 15         | «Анна-Мэй» «Anna Mae»                                               | Билл Д’Элиа         | Питер Ноуолк                     | 17 марта 2016    | 5,29                |
| Аннализ возвращается в родительский дом. Её команда узнаёт, что Денвер выписал ордер на арест Аннализ в связи с делом Хэпстоллов. |            |                                                                     |                     |                                  |                  |                     |

### Сезон 3 (2016—2017)
| № общий | № в сезоне | Название                                                          | Режиссёр             | Автор сценария      | Дата премьеры    | Зрители в США (млн) |
| --- | ---------- | ----------------------------------------------------------------- | -------------------- | ------------------- | ---------------- | ------------------- |
| 31 | 1          | «Теперь мы хорошие люди» «We're Good People Now»                  | Билл Д'Элиа          | Питер Ноуолк        | 22 сентября 2016 | 5,11                |
| Убийство Уоллеса Махоуни так и не раскрыто, а местоположение Фрэнка продолжает оставаться неизвестным. «Пятерка Китинг» продолжает жить дальше и переходит на второй курс своего обучения. Тем временем, Аннализ создаёт уголовно-правовую клинику, в которой студенты могут браться за реальные дела и бесплатно помогать людям, попавшим в сложные ситуации; однако её репутация в университете Мидлтауна неуклонно ухудшается. Аннализ нанимает частного детектива, чтобы найти Фрэнка. |            |                                                                   |                      |                     |                  |                     |
| 32 | 2          | «Есть вещи похуже убийства» «There Are Worse Things Than Murder»  | Зетна Фуэнтес        | Анджела Робинсон    | 29 сентября 2016 | 4,33                |
| Аннализ вступает в борьбу с руководством университета, которое хочет отстранить её от работы. Тем временем, студенты Аннализ берутся за дело Ирэн Кроули, женщины, проведшей в тюрьме 32 года за убийство своего деспотичного мужа и уже в седьмой раз подающей прошение об условно-досрочном освобождении. |            |                                                                   |                      |                     |                  |                     |
| 33 | 3          | «Всегда ставь на чёрное» «Always Bet Black»                       | Стивен Крегг         | Джо Фаззио          | 6 октября 2016   | 4,40                |
| В клинике, созданной Аннализ, ребята берутся за дело сексуального преступника и убийцы, защита которого кажется аморальной даже самым циничным из них. Тем времен, Лорел посещает своего отца в Майами, чтобы попросить его узнать местонахождение Фрэнка. |            |                                                                   |                      |                     |                  |                     |
| 34 | 4          | «Не говори Аннализ» «Don't Tell Annalise»                         | Кевин Родни Салливан | Эрика Грин Суэффорд | 13 октября 2016  | 4,00                |
| Клиника Аннализ представляет подростка по имени Тристан, которого обвиняют в краже кредитной карты. Однако успех дела оказывается под угрозой, когда руководство университета подаёт жалобу насчёт алкоголизма Аннализ в дисциплинарную комиссию, и её лишают лицензии адвоката.Тем временем, Фрэнк убивает отца Бонни, который сидит в тюрьме за жестокое обращение со своей дочерью. |            |                                                                   |                      |                     |                  |                     |
| 35 | 5          | «Всё дело в Фрэнке» «It's About Frank»                            | Янн Тернер           | Джей Си Ли          | 20 октября 2016  | 4,29                |
| Аннализ отправляется на собрание анонимных алкоголиков и видит там ректора университета Сорайю Хэргроув. Аннализ узнаёт личность человека, который распространял листовки, обвиняющие её в убийстве мужа. Бонни отправляется на похороны отца и встречается с Фрэнком... |            |                                                                   |                      |                     |                  |                     |
| 36 | 6          | «Кто-то и правда умер?» «Is Someone Really Dead?»                 | Шарат Раджу          | Фернанда Коппель    | 27 октября 2016  | 4,07                |
| Аннализ и её студенты пытаются помочь ветерану, который обвиняется в покушении на убийство. Детективы из департамента полиции Нью-Йорка разыскивают Уэса, чтобы допросить его по делу об убийстве Уоллеса Махоуни. Микаэла и Ашер признаются друг другу в любви, а Лорел и Уэс начинают встречаться. Фрэнк возвращается в Филадельфию. |            |                                                                   |                      |                     |                  |                     |
| 37 | 7          | «Называй это материнским чутьём» «Call It Mother's Intuition»     | Майк Смит            | Эрика Харрисон      | 3 ноября 2016    | 4,08                |
| Клиника Аннализ берется за дело двух братьев и сестры, обвиняемых в покушении на убийство своей матери. Уэс врёт полиции про обстоятельства убийства Махоуни. Оливер возвращается к Коннору. Фрэнк навещает Лорел и Бонни... |            |                                                                   |                      |                     |                  |                     |
| 38 | 8          | «Дальше без крови» «No More Blood»                                | Джет Уилкинсон       | Мореник Балогун     | 10 ноября 2016   | 4,32                |
| Чтобы защитить Уэса, ставшего вероятным подозреваемым в деле об убийстве Махоуни, Аннализ приходится обратиться за помощью к Фрэнку. Тем временем, ректор Хэргроув рассказывает Аннализ, почему она посещает собрания анонимных алкоголиков. |            |                                                                   |                      |                     |                  |                     |
| 39 | 9          | «Кто убит?» «Who's Dead?»                                         | Билл Д’Элиа          | Майкл Фоли          | 17 ноября 2016   | 4,95                |
| Аннализ узнает, что офис окружного прокурора начал расследование против неё; это известие заставляет её напиться. Уэса вызывают на допрос, на котором он узнаёт, что тело Ребекки было найдено в лесу. Детективы предлагают ему иммунитет в обмен на дачу показаний против Аннализ. Уэс отвечает согласием, но когда его оставляют в комнате одного, сбегает из полицейского участка. В доме Аннализ происходит взрыв. Нам становится известно, кто именно погиб в результате взрыва.      |            |                                                                   |                      |                     |                  |                     |
| 40 | 10         | «Мы плохие люди» «We’re Bad People»                               | Дженнифер Гетцингер  | Сара Л. Томпсон     | 26 января 2017   | 5,41                |
| Аннализ обвиняют в поджоге и убийстве первой степени и сажают в тюрьму. Тем временем, ребята, каждый по-своему, пытаются справиться с осознанием того, что один из них погиб. Лорел узнаёт о своей беременности. |            |                                                                   |                      |                     |                  |                     |
| 41 | 11         | «Не надо всё вешать на Аннализ» «Not Everything's About Annalise» | Николь Рубио         | Эбби Аджейи         | 2 февраля 2017   | 4,69                |
| Аннализ пытается адаптироваться к жизни за решёткой. Фрэнк, желая спасти Аннализ, приходит в полицию и признаётся в убийстве Уэса. Однако полиция и офис окружного прокурора решают, что он действовал не самостоятельно, а был сообщником Китинг. В результате, Фрэнка сажают в тюрьму, а Аннализ не выпускают на свободу. |            |                                                                   |                      |                     |                  |                     |
| 42 | 12         | «Поплачь где-нибудь ещё» «Go Cry Somewhere Else»                  | Чери Ноулан          | Дэниэл Робинсон     | 9 февраля 2017   | 4,92                |
| Бонни делает все возможное в зале суда, чтобы дела Аннализ и Фрэнка рассматривались по-отдельности. Тело Уэса пропадает из морга. Нейт узнаёт, что на документах о перевозке трупа стоит его подпись. |            |                                                                   |                      |                     |                  |                     |
| 43 | 13         | «Это война» «It's War»                                            | Хэнел М. Калпеппер   | Брендан Келли       | 16 февраля 2017  | 4,66                |
| Нейт обнаруживает, что тело Уэса было тайно вывезено и кремировано по указанию помощника окружного прокурора Этвуд, его бывшей любовницы. Аннализ понимает, что офис окружного прокурора всеми способами хочет подставить её. |            |                                                                   |                      |                     |                  |                     |
| 44 | 14         | «Он совершил ужасную ошибку» «He Made a Terrible Mistake»         | Джет Уилкинсон       | Джо Фаззио          | 23 февраля 2017  | 4,92                |
| Коннор винит себя в смерти Уэса и отправляется к окружному прокурору Денверу, чтобы заключить с ним соглашение об иммунитете. Однако случайно он понимает, что Денвер тоже замешан в деле по уничтожению тела Уэса, а, может быть, и в чём-то большем. |            |                                                                   |                      |                     |                  |                     |
| 45 | 15         | «Уэс» «Wes»                                                       | Билл Д’Элиа          | Питер Ноуолк        | 23 февраля 2017  | 4,92                |
| Денвер удерживает у себя Коннора, угрожая обвинить его в убийстве Уэса, если тот не подпишет соглашение об иммунитете. Аннализ встречается с Сильвией Махоуни и узнаёт, что Уэс был сыном не Уоллеса, а Чарльза. Лорел уверена, что именно Чарльз виновен в смерти Уэса, и хочет убить его сама, но её останавливает настоящий убийца, хорошо знакомый ей... |            |                                                                   |                      |                     |                  |                     |

### Сезон 4 (2017—2018)
| № общий | № в сезоне | Название                                                                  | Режиссёр        | Автор сценария                    | Дата премьеры    | Зрители в США (млн) |
| --- | ---------- | ------------------------------------------------------------------------- | --------------- | --------------------------------- | ---------------- | ------------------- |
| 46 | 1          | «Я ухожу» «I'm Going Away»                                                | Джет Уилкинсон  | Питер Ноуолк                      | 28 сентября 2017 | 3,96                |
| Лорел встречается с отцом и говорит ему, что сделала аборт. Она обвиняет его во лжи, но обвинение в убийстве Уэса не озвучивает. Коннор и Оливер обсуждают свою потенциальную свадьбу (Коннор против), Ашер и Микаэлла - планы на совместную жизнь. Френк и Бонни подыскивают для Аннализ новый офис, хотя она еще не вернула свою лицензию и все еще ненавидит Френка. Аннализ летит к матери. У нее чуть не случается интрижка с попутчиком, которому она представляется именем Бонни. У матери Аннализ слабоумие, она сбегает из дома по ночам, впадает в панические атаки, путая настоящее с происходящим в детстве Аннализ, и родные не справляются с присмотром за ней. Отец Аннализ обвиняет ее, что причина мучающих ее мать воспоминаний кроется в ее приезде. Аннализ и ее сестра решают поместить ее в дом престарелых, но страховые деньги, на которые рассчитывала Аннализ, оспаривает Ханна, сестра Сэма, и Аннализ боится, что у нее не будет работы, чтобы оплачивать пребывание матери в пансионате. Мать пытается подбодрить ее, Аннализ оставляет ее на отца и просит оберегать. Тот просит прощения за действия своего брата. Аннализ на заседании о лишении лицензии признает вину, но просит дать ей еще один шанс, потому что работа - единственное, что у нее осталось. Она выигрывает и зовет четверку на встречу, но вместо празднования отдает им рекомендательные письма и отпускает их, отсылает их от себя. То же самое ждет и Бонни, которой приходится пойти к Денверу. Микаэлла возмущена, говоря, что только Аннализ может исправить ее убогий средний балл и то, что их в кампусе все избегают. Лорел признается группе, что сохранила ребенка. Аннализ переезжает в отель и знакомится со своим психотерапевтом Айзеком Роа. Флешфорвард - спустя три месяца Айзек приезжает в больницу, где Френк говорит, что "Она еще не очнулась, в крови обнаружили наркотики". Но вместо Аннализ на больничной койке обнаруживается Лорел, которая бьется в истерике и не понимает, где ее ребенок. |            |                                                                           |                 |                                   |                  |                     |
| 47 | 2          | «Я — не она» «I'm Not Her»                                                | Пэрис Барклай   | Майя Голдсмит                     | 5 октября 2017   | 3,88                |
| У Айзека странный телефонный разговор перед сеансом с Аннализ, которая ищет о нем информацию. Айзек просит ее заполнить опросник, указывающий на то, что может заставить ее сорваться, и рассказывать ему о самой себе, а не о работе. Айзеку кажется, что Аннализ ассоциирует себя с клиенткой, он подозревает, что Аннализ сама была жертвой насилия, и признается, что сам бывший наркоман. Аннализ говорит, что лучше бы он ей этого не говорил, потому что ее предыдущий психотерапевт, который раскрылся ей, позже стал ее мужем. Аннализ возвращается к работе, взяв дело Жасмин, с которой она вместе сидела в тюрьме и которая помогала ей. Жасмин обвиняли, основываясь на оружии, обнаруженном при незаконном задержании и обыске, ранее она обвинялась в проституции. Аннализ говорит о том, что ее подзащитная всю жизнь то садится, то выходит из тюрьмы, при этом у нее была масса общественных защитников и почти все они предлагали ей просто признать вину, чтобы получить меньший срок, а из-за большого числа преступлений минимум стал пожизненным сроком. Аннализ смотрит запись задержания, где ее подзащитная пытается соблазнить полицейского, та парирует, что обычно это помогало ей не быть задержанной. При разговоре Аннализ узнает, что отец продал тринадцатилетнюю Жасмин банде за наркотики, и что на самом деле ей придется найти запечатанное дело, заведенное, пока та еще была несовершеннолетней. Аннализ просит Бонни распечатать его, давя на то, что ее подзащитная секс-жертва торговли людьми и что ее принудили к этому в тринадцать лет, и что Бонни может ей помочь, но та отказывает. Аннализ допрашивает прокурора, который обвинял Жасмин, указывает, что тот относился к ней не как к жертве и что его отношение отличалось в зависимости от цвета кожи пойманной девушки, ведь белых девушек он не обвинял, а отправлял на реабилитацию. Она указывает, что система, которая должна была защищать ребенка, на самом деле обвиняла ее и обрекала на жизнь в тюрьме. Аннализ выигрывает, суд запечатывает все предыдущие дела Жасмин и дает ей шанс на новую жизнь, хотя сама Аннализ не верит, что та снова не попадет в тюрьму. Аннализ обнаруживает, что Бонни устроилась на работу к прокурору. Бонни просит у Нейта помощи, но он не верит, что она больше не с Аннализ. Нейт вступается за Аннализ перед персоналом суда, но просит ее держаться от него подальше. Френк собирается поступать на юридический, помогает Аннализ с запечатанным делом, говоря, что всегда будет заботиться о ней, хочет она того или нет. Нейт догадывается, что Бонни получила эту работу с помощью шантажа, и говорит, что они с ней анонимные аннализы (анонимы Аннализ). Лорен ищет, какие преступления мог совершить ее отец или его компания. Вся четверка Киттинг идет на встречу в попытке получить стажировку. Лорел хочет попасть в фирму Каплан и Голд, Микаэлла, узнав об их интересном деле, начинает проявлять к ним больше интереса. Саймон удивляется, как они решили появиться на этой встрече, и говорит, что все они получили собеседования только потому, что люди хотят посплетничать об Аннализ. Собеседование Коннора идет совсем не по плану, и он понимает, что больше не хочет быть адвокатом и ненавидит себя за все произошедшее с Уэсом. Микаэлла говорит потенциальным работодателям, что главное, чему она научилась у Аннализ - что это именно тот тип адвоката, которым она не хочет быть. Микаэллу и Ашера приняли в Каплан энд Голд, Лорен решает поделиться с Микаэллой собранной ею информацией. Коннор не получил приглашения и пытается навязаться хоть кому-то, Лорен полученное приглашение игнорирует, чересчур увлекшись копанием под собственного отца и узнав о таинственной смерти одного из его сотрудников. Коннор переживает за нее, хоть и не знает причин ее поведения. Оливер открывает собственную it-компанию. У Ашера открытый конфликт с Саймоном. Микаэлла говорит, что не знает, что в детстве Саймона сделало его социопатом, и угрожает ему. Ашер не становится интерном Каплан энд Голд, в отличие от Саймона, а Микаэлла выбирает эту компанию из трех полученных предложений. Лорен рассказывает Микаэлле, что ее отец убил Уэса, и просит ее помочь ей уничтожить его. Флешфорвард: через 2 с половиной месяца Айзек смотрит на истерику Лорел в больничной палате, звонит Аннализ, говоря, что Лорел очнулась, Бонни приходит на место происшествия в номере Аннализ, которую не могут найти, зато нашли пистолет и следы крови в лифте. |            |                                                                           |                 |                                   |                  |                     |
| 48 | 3          | «Во имя всеобщего блага» «It's for the Greater Good»                      | Николь Рубио    | Эрика Харрисон                    | 12 октября 2017  | 3,88                |
| Лорел уговаривает Микаэллу получить доступ к информации об Антарес, фирме ее отца, найти что-то незаконное, чтобы пустить его под откос. Микаэлла против, так как у них появился второй шанс наладить свою жизнь. Лорел говорит, что это ради Уэса, но Микаэлла парирует, что он вел себя похожим образом и все знают, чем это закончилось. Оливер продолжает всем рекламировать свою компьютерную фирму. Придя к Нейту, он узнает, что Бонни работает на Денвера, и говорит об этом остальным. Лорел пытается навязаться к Бонни на стажировку, та отказывает, и Лорел манипулирует Френком, чтобы сделать по-своему. Ашер помогает Френку готовиться к поступлению на юрфак. Коннор бросил юридическую школу. Все, включая Френка, пытаются вразумить Коннора, но тот все для себя решил. В клуб, где тот зависает, приезжают отцы Коннора. В Каплан энд Голд объявляется Адский кубок, турнирный бой между стажерами. Победитель сможет выбрать партнера, с которым он будет работать. В финал выходит четверка из Микаэллы, Саймона и еще двух мужчин. Женщина-партнер Тиган Прайс ставит на Микаэллу, говоря, что если Микаэлла проиграет, это будет значить, что все женщины отстой. Лорел дает Микаэлле подсказку, которая позже помогает той выиграть. Лорел получает в офисе прокурора косвенные доказательства вины ее отца в убийстве Уэса, и в итоге убеждает Микаэллу - та говорит Тиган, что хочет работать на нее и Антарес. Аннализ идет к общественным защитникам, чтобы взять бесплатного клиента. Руководитель защитников сомневается, в чем состоят ее мотивы, действительно ли Киттинг хочет кому-то помочь или же ее волнует лишь шанс улучшить свою репутацию. Новый клиент Аннализ, Бен Картер, был обвинен в убийстве невесты. Присяжные вынесли вердикт, не сумев остаться беспристрастными и составив свое мнение только основываясь на его специфической внешности и прошлом. Обвинение утверждало, что он толкнул мать своего восьмимесячного ребенка из окна, сам подзащитный - что невеста страдала от послеродовой депрессии и прыгнула после их ссоры, в которой она сказала, что ребенок не от него. В качестве свидетеля на заседание вместо другого следователя приходит Нейт, Аннализ пытается это использовать, чтобы развалить дело. Дисциплинарная комиссия контролирует ее даже в суде, у нее случается стычка с Лорел. Бонни и Нейт провоцируют Оливера и он помогает им взломать аудиозаписи Аннализ и на их основании прокуратура просит сделать анализ ДНК. Общественный защитник Вирджиния просит Аннализ вернуть дело, та сцепляется с Бонни и Нейтом. Аннализ вызывают в морг. Она помогает идентифицировать тело Жасмин. Ей приходится срочно идти к Айзеку, чтобы не сорваться. Тот просит Аннализ отказаться от этого дела, но та не готова проиграть еще раз. Аннализ присылают пакет с уликой, которая в корне изменит судебное разбирательство, и Френку предстоит узнать, кто это сделал. Аннализ доказывает факт самоубийства и делает Вирджинию враждебным свидетелем, доказывая, что та недолжным образом искала доказательства невиновности Картера перед первым слушанием, которое состоялось 12 лет назад. Вирджигия боится, что ее отстранят, но Аннализ считает, что сделала это для всеобщего блага, и собирается подать групповой иск. Айзек считает, что всех ей не спасти, и ее эго погубит Аннализ. Флешфорвард: 2 месяца спустя Лорел спрашивает, где ребенок, Айзек просит Аннализ ответить на звонок, на стенах кровавые отпечатки рук, Микаэлла стоит у чьей-то палаты в невменяемом состоянии. Айзек путает ее с Аннализ, Микаэлла спрашивает Айзека, умер ли некий ОН, и говорит, что все вокруг них умирают, рыдая на его плече. |            |                                                                           |                 |                                   |                  |                     |
| 49 | 4          | «Была ли она хороша в своей работе?» «Was She Ever Good at Her Job?»      | Майк Смит       | Майкл Руссо                       | 19 октября 2017  | 3,56                |
| Аннализ переходит с телефона на диктофон, чтобы Бонни больше не смогла её взломать. Она начинает готовить материалы для группового иска и решает начать сбор истцов с прошлых клиентов Вирджинии. Ей нужно также найти лицо иска (Жасмин мертва, а Картер не вызовет симпатий из-за своего внешнего вида) и средства для него. Чтобы обеспечить иск деньгами, Аннализ обращается к Харгроув с предложением быть ее консультантом: Киттинг получит оплату за свою работу только если получит для нее более выгодные условия соглашения об опеке, чем предлагают юристы из Каплан энд Голд. Сделку проводит Тиган, начальница Микаэллы. Бывший муж Харгроув Рауль приводит доказательства ее алкоголизма, Аннализ считает, что нужно подавать ответный иск за вторжение в частную жизнь в качестве практики запугивания. Тиган спрашивает, почему Микаэлла не говорила ей о знакомстве с Аннализ, та отвечает, что ненавидит Киттинг. Стычка между Аннализ и Микаэллой приводит к тому, что Киттинг отправляет письмо не на тот адрес и о деле ректора узнает один из членов правления университета. Аннализ пытается все исправить, напомнив университету, как с ней самой поступили. Френк приносит ей деньги для иска, но Аннализ отказывается брать деньги, стоившие жизни ее ребенку. Благодаря отчету Айзека ей приходит в голову мысли попытаться заполучить записи приемов Рауля у психотерапевта, а в них находится намек на измену с некой Сью. Но на деле это отказывается встречей с менеджером по финансам за три месяца до развода для сокрытия активов перед разводом. Использовав угрозу доноса в налоговую, Аннализ добивается для Хагроув совместной опеки и снижает исковые требования с шести миллионов до одного. Тиган говорит Аннализ, что ей будут рады в Каплан энд Голд. Микаэлла просит Киттинг держаться подальше от этой фирмы, на что получает ответ, что она сама ищет мать, которой у нее не было, в каждой встреченной ею успешной женщине. Оливер и Коннор обсуждают его отцов и то, зачем Коннор скрывал ориентацию своего отца. Коннор недолюбливает партнера отца, Теда, считая, что тот виновен в нервном срыве его мамы. Оливер встречается с отцами Коннора без его присутствия, его отец Джефф рассказывает, что именно признание Коннора в двенадцатилетнем возрасте вдохновило его самого перестать бояться собственного каминг-аута. Отцы Коннора собирают всех его друзей на вечеринку, после которой Джефф говорит сыну, что Оливер ему не подходит и что Коннор должен жить для себя. Лорел из-за отмены антидепрессантов становится сексуально озабоченной и занимается сексом с Френком, предложившим ей любую помощь. Микаэлла не может получить доступ к нужным ей файлам Антарес, и зовет на помощь Оливера. Бонни общается с Денвером о рисках, связанных с деятельностью Аннализ. Лорел узнает о планах Денвера стать генеральным прокурором и очень возмущена, говоря, что за покрывательство убийства Уэса тот должен быть в тюрьме. Нейт парирует, что и сама Лорел тоже. Денвер хочет ее уволить, но Бонни говорит, что Лорел беременна и не стоит провоцировать ее на иск о дискриминации. Лорел находит в списке спонсоров Денвера фамилию человека из компании ее отца, который умер при таинственных обстоятельствах, и делает вывод, что ее отец таким образом платит Денверу за сокрытие истинного убийцы Уэса. Нейт узнает, над чем работает Аннализ. Она говорит, что делает это из благих побуждений, но Нейт говорит, что у нее никогда не было благих побуждений. Бонни делится с Нейтом подозрением, что Аннализ хочет получить должность Вирджинии. Айзек считает, что Аннализ занимается групповым иском только ради того, что отвлечься от своей потери. Аннализ думает, что он говорит о Жасмин, но на самом деле Роа имеет в виду смерть Уэса и говорит Аннализ, что понимает, как самоубийство оставляет чувство вины у тех, кто выжил. Айзек считает, что Аннализ подвергает себя самоистязанию за жизни, которые она сломала, и что когда ее план провалится, может случиться рецидив или даже что-то похуже. Айзек признаётся самому себе, что Аннализ — спусковой крючок для него самого. Новой клиенткой Айзека, представившейся как Джули, оказывается Бонни. Флешфорвард — полтора месяца спустя Лорел спрашивает, где ребёнок, Микаэлла рыдает на груди Айзека, которому звонит Бонни под видом Джули, Бонни приезжает на другое место преступления и просит отвезти её к свидетелю. Им, сидящим над лужей крови, оказывается Оливер.                         |            |                                                                           |                 |                                   |                  |                     |
| 50 | 5          | «Я люблю её» «I Love Her»                                                 | Лекси Александр | Сара Л. Томпсон                   | 26 октября 2017  | 3,56                |
| 51 | 6          | «Будь сильной, мама» «Stay Strong, Mama»                                  | Чери Ноулан     | Мореник Балогун                   | 2 ноября 2017    | 3,56                |
| Аннализ на сеансах обсуждает свои отношения с Бонни. Айзек наводит Аннализ на мысли о Сэме и потерянном ребенке. Аннализ признается ему, что не может быть сильной все время и хочет выпить, потому что хотела умереть вслед за сыном и даже пыталась, но Бонни спасла её. Бывшая жена Айзека Жаклин уговаривает его рассказать Киттинг о ситуации с Бонни иди хотя бы порекомендовать ей другого психотерапевта, так как они слишком похожи и ситуация с Аннализ провоцирует самого Айзека. Айзек настаивает на том, чтобы Бонни продолжила сеансы с другим психотерапевтом. Жаклин приходит к Аннализ. Клаудии, одной из клиенток Аннализ по групповому иску, генеральная прокуратура урожает отобрать у ее семьи дом, если она не уберет свое имя из иска. Денвер хвалит Бонни и объявляет войну потенциальным истцам. Тактика запугивания толкает Аннализ на ответный удар. Судья, которого она пытается привлечь на свою сторону, сомневается, что она подходящий человек для того, чтобы возглавить подобный групповой иск с такой оглаской, и Аннализ устраивает скандал в офисе Денвера. Нейт не одобряет методы Бонни. Коннор гордится тем, что работает с Аннализ и делает что-то важное. Бонни наводит Денвера на мысль, что конфискации только повредят его рейтингу перед выборами. Коннор и Аннализ снимают вирусный видеоролик с обращением сына клиентки к губернатору и бросает вызов судье. Френк переживает за результаты экзаменов, он говорит Лорел, что делал это ради ее и ее ребенка, даже если он не от него. Ашер подозревает Микаэллу в измене, подмазывается к боссу Микаэллы Тиган, слежит за Микаэллой и Лорел и узнает, что они на самом деле скрывают. Ашер уходит от Микаэллы, Бонни плачет на его плече о том, что всё разрушила. Микаэлла изо всех сил ишет подходы к своему боссу, и та рассказывает ей некоторые личные вещи о себе и о планах клиента. Лорел подумывает о тесте на отцовство. Антарес созывает срочную встречу с партнерами и усиливает меры безопасности. Отец Лорел прилетает и требует встречи с ней (хотя она и пытается скрыть свою беременность), объявляя, что собирается выйти из тени и сделать Антарес публичной компанией. Лорел рассказывает всем, что ее отец убил Уэса именно из-за публичного размещения акций и риска, что Уэс расскажет все Денверу и замешает всех в убийстве Сэма. Лорен планирует испортить репутацию компании и помешать размещению акций. Оливер узнает о новых степенях защиты сервера Антарес, Микаэлла не хочет вмешивать Тиган. Флешфорвард: через неделю показывается, что комната вся в крови зарегистрирована на Аннализ, Бонни ищет свидетеля, Лорел бьется в истерике и спрашивает, где её ребенок, Айзек разыскивает Аннализ, которая смывает с себя в душе чью-то кровь. |            |                                                                           |                 |                                   |                  |                     |
| 52 | 7          | «Никто не болеет за Голиафа» «Nobody Roots for Goliath»                   | Нзинга Стюарт   | Дэниэл Робинсон                   | 9 ноября 2017    | 3,71                |
| Суд рассматривает ходатайство о прекращении коллективного дела, которое готовит Киттинг. Генеральная прокуратура придирается к формальностям, но Аннализ все их парирует, поэтому генеральный прокурор прибегает к грязным методам, в чем ему помогает Бонни. Но Аннализ готова заключить временное перемирие с Денвером. Нейт спрашивает ее, понимает ли она истинную причину своей тяги к алкоголю. К Киттинг приходит жена ее психотерапевта Айзека и рассказывает, почему Аннализ нужно перейти к другому терапевту. Аннализ скрывает от Айзека, почему она отказывается от его услуг. Он переживает, что у Аннализ будет рецидив, но даже будучи вызванным в суд генеральным прокурором в качестве свидетеля, остается на ее стороне и помогает ей получить одобрение коллективного иска. Аннализ признает помощь и заслуги Коннора. Микаэлла пытается подмазаться к Ашеру и убедиться, что он никому не раскроет подслушанный план. Ашер требует рассказать все Фрэнку. Фрэнк просит Лорел оставить свой безумный план, но она напоминает ему, каким человеком была в начале их знакомства. Лорел собирается делать тест на отцовство. Большинством голосов план остается в силе. Прайс дает Микаэлле задание устроить корпоративную вечеринку, которая даст заговорщикам возможность доступа к секретным файлам. Оливер симпатизирует сопернику Микаэллы Саймону, которому грозит депортация, и откликается, когда тому оказывается нужна помощь с компьютером. Заговорщики решают повесить вину на него. Оливер не может больше скрывать правду от Коннора, который признается, что у него были сомнения относительно будущего их отношений Ашер ревнует Микаэллу к ее прошлому, и они совершают ритуал прощания с ним. Флешфорвард - Аннализ в душе смывает кровь, Ашер в тюрьме, Бонни на месте преступления, на операционном столе кто-то умирает, Микаэлла спрашивает, умер ли таинственный ОН. |            |                                                                           |                 |                                   |                  |                     |
| 53 | 8          | «Живи. Живи. Живи.» «Live. Live. Live.»                                   | Роб Харди       | Джо Фаззио                        | 16 ноября 2017   | 3,72                |
| События в серии показаны вперемешку, не в хронологическом порядке. На корпоративной вечеринке все идет не совсем по плану. Оливер идет рассказать всем новость о том, что Аннализ все знает об их плане и обнаруживает Микаэллу, Лорел и Ашера над чьим-то телом. За сутки до этого Коннор ругается с Оливером из-за того, что Оливер скрывал, во что он ввязался. Коннор просит вернуть кольцо и идет на встречу с остальными заговорщиками. Коннор пытается всех вразумить и угрожает рассказать об этом Аннализ, не хочет подставлять Саймона, потому что его судьба похожа на судьбу Уэса. Коннор и Френк сцепляются, их разнимает Лорел и убеждает Коннора им хотя бы просто не мешать. Тот соглашается при условии, что он будет контролировать ситуацию и в случае неприятностей вызовет Аннализ. Аннализ все еще живет в отеле. Лифт в нем барахлит. Бонни приходит рассказать Аннализ об Айзеке, говорит, что сделала все это для того, чтобы Аннализ страдала так же, как страдала сама Бонни. Бонни утверждает, что посоветовала генеральному прокурору вызвать Айзека в качестве свидетеля, чтобы дать Аннализ возможность выиграть дело, но та больше не хочет ее прощать. Бонни признается, что любит Аннализ, но та ее прогоняет. Айзек ругается со своей бывшей женой. Она переживает за его трезвость, говоря Аннализ, что они с Айзеком слишком подходят друг другу. Нейт и Бонни проводят собрание клуба зависимых от Аннализ. Аннализ говорит Айзеку, что хочет продолжить сеансы именно с ним и что ей нужна помощь. Их разговор прерывает Коннор, который больше не может молчать. На вечеринке Коннор сцепляется с Саймоном. Лорел обещала остаться в стороне, но из-за телефонного звонка едет к остальным. Френк загружает на компьютер Саймона статьи об Антарес, чтобы сделать обвинения более обоснованными. Саймон извиняется перед Оливером за стычку с Коннором и говорит, что это из-за ревности. Оливер ставит перед остальными вопрос о том, что они не могут повесить все на Саймона, но остальные припоминают все его проступки. Микаэлла получает доступ к карте Тиган, Саймон подозревает ее. Оливер, Ашер и Лорел копируют данные с серверов Антарес на диск и собираются подкинуть карту Саймону. Оливер узнает о предательстве Коннора. Аннализ просит Лорел поверить ей и говорит, что поможет ей во всем. Телом оказывает Саймон, который подслушивал разговор заговорщиков. Он угрожал рассказать все Тиган, Лорел пытается его подкупить, но он находит в ее сумке пистолет, подскальзывается и случайно подстреливает сам себя. Лорел уезжает с места происшествия, остальные имитируют самоубийство Саймона и вызывают 911. Лорел уезжает на такси к себе, чтобы спрятать диск, но на полдороги меняет решение и едет к Аннализ. Лифт застревает, у Лорел начинаются преждевременные роды, так как разнимая Френка и Коннора, она получила случайный удар локтем в живот. Она зовет на помощь, но Аннализ находит ее не сразу. Аннализ приходится спасать ребенка. Врачи пытаются спасти жизнь Саймона. Детективы задерживают Ашера. |            |                                                                           |                 |                                   |                  |                     |
| 54 | 9          | «Он умер» «He's Dead»                                                     | Джет Уилкинсон  | Эбби Аджейи                       | 18 января 2018   | 3,80                |
| В отеле детективы узнают, что Лорел обнаружила Аннализ и решают обследовать место происшествия с пристрастием. Аннализ едет в больницу: Лорел отправляют в родильное отделение, ребенка вреанимацию новорожденных, так как он родился сильно раньше срока. Аннализ узнает о выстреле, заговорщики о случившемся с Лорел. Коннор просит Нейта помочь разузнать, как Ашер. Микаэлла и Оливер пытаются понять, что Ашер мог рассказать полиции, чтобы их показания совпадали. Они слегка искажают события, предшествовавшие выстрелу, но в целом рассказывают правду непосредственно о происшествии. Тиган подозревает, что Микаэлла врет. Бонни пытается прийти на помощь, но никто не знает, куда делся жесткий диск. Прокуратура считает историю слишком идеальной, Бонни признается в связи с Ашером , чтобы оттянуть момент предъявления ему обвинения и вытащить его из тюрьмы. Выясняется, что Саймон выжил. Френк приезжает в больницу и признает себя отцом, требует пустить его в Лорел и ребенку, хотя становится понятно, что это не совсем правда. В больнице появляется отец Лорел, получивший право на вресенную опеку над своим внуком. Департамент социальных услуг пытается выставить Лорел, которая по-прежнему без сознания, наркоманкой и показывает результаты теста на отцовство, чтобы не дать никому кроме мистера Кастильо доступа к ребенку. Аннализ зовет на помощь Айзека, чтобы вытащить Лорел из психиатрической палаты. Отец Лорел увозит ребенка в другую больницу несмотря на все просьбы Аннализ. У Лорел происходит нервный срыв, позже она признается, что приехала на вечеринку из-за звонка Доминика, который предупредил ее, что отец знает о ее беременности и остальных планах. Аннализ срывается на Айзеке, ударив его по больному месту - смерти дочери. Аннализ понимает, что отец Лорел забрал ребенка, чтобы получить обратно жесткий диск. Доминик разыскивает жесткий диск и Оливера. Френк нападает на Доминика и в ярости убивает его. Лорел, надеявшаяся на помощь Доминика, узнает это. На телефоне Доминика обнаруживается голосовое сообщение от Уэса. |            |                                                                           |                 |                                   |                  |                     |
| 55 | 10         | «Все, что мы делали, было зря» «Everything We Did Was for Nothing»        | Джонатан Браун  | Мэтью Круз                        | 25 января 2018   | 3,54                |
| Антарес становится публичной компанией. Оливер говорит о том, что все, что они делали, было зря, испытывает муки совести и пытается побольше узнать о состоянии Саймона и навестить его. Денвер подозревает Бонни, но та убеждает его, что действует в его интересах и интересах его предвыборной кампании, чтобы Ашер не рассказал о том, как Денвер пытался подставить Аннализ после убийства Уэса. Бонни уничтожает улики против Денвера, но на самом деле собирает обличающие его диктофонные записи. Аннализ и Бонни разговаривают о том, кто они друг другу. Лорел по-прежнему находится в психиатрической палате, ее мучают кошмары о лифте, отце и смерти Уэса. Аннализ и Френк врут Лорел, что вытащат ее, и скрывают от нее информацию о голосовом сообщении, но на самом деле считают, что в больнице ей быть безопаснее, и просят Микаэллу присмотреть за ней. Лорел рассказывает Микаэлле о роковом случайном ударе Френка, и просит ее держать это в секрете, но Микаэлла пробалтывается Аннализ и Френку. Аннализ извиняется перед Айзеком ради Лорел, манипулирует его чувством вины перед умершей дочерью и просит его провести диагностику ее психологического состояния. Аннализ просит Нейта отыскать диск, но тот в ответ напоминает ей о коллективном иске. Аннализ поручает Коннору, Ашеру и Оливеру найти, кто станет лицом этого дела. Одно из дел оказывается делом отца Нейта. Микаэлла переживает, не уволили ли Тиган, и приходит извиниться перед ней. Тиган предупреждает, что Микаэлла понятия не имеет, как сильно она должна быть напугана. Френк уничтожает машину и тело Доминика, но сохранил его телефон, на который все время кто-то звонит. Аннализ ищет в квартире Уэса намеки, как он мог быть связан с Домиником. Одним из звонивших Доминику оказывается прокурор, другой - мать Лорел. |            |                                                                           |                 |                                   |                  |                     |
| 56 | 11         | «Он плохой отец» «He's a Bad Father»                                      | Марта Каннингэм | Майя Голдсмит                     | 1 февраля 2018   | 3,68                |
| Лорел говорит своей матери, что Доминик исчез и наводит ее на мысль, что в этом виноват ее отец. Сандрин обещает приехать и дать показания против бывшего мужа на слушании об опеке. Отец пытается убедить Лорел отдать диск и говорит ей, что он непричастен к смерти Уэса, и в конце концов даже она сама начинает в этом сомневаться. На заседании суда адвокаты отца выставляют Лорел наркоманкой, которая хотела избавиться от ребенка. Аннализ же ведет к тому, что Лорел с детства заботилась о матери и потому сможет позаботиться и о ребенке. Френк начинает сомневаться, так ли ужасен отец Лорел и все ли рассказанной ей об отце является правдой. Айзек, вызванный в качестве свидетеля, утверждает, что Лорен можно доверить опеку, но адвокаты мистера Кастильо ставтя под сомнение надежность эксперта, провоцируют прокуратуру заново открыть дело о смерти дочера Айзека и в итоге исключают его заключения из дела. Опека остается за дедушкой ребенка. Аннализ и Нейт обсуждают дело его отца. Нейт говорит, что не видел отца с 15 лет, после того, как тот забил другого заключенного. Аннализ убеждает его встретиться с отцом вместе с ней. Лейхи-старший не совсем в себе и проклинает сына за то, что он на стороне закона. Ашер, а затем и Аннализ считают, что на отце Нейта сказалось длительное одиночное заключение, но Нейт перестал верить, что его отцу можно помочь. Аннализ хочет сделать его лицом коллективного иска, и Нейту удается переубедить отца. Нейт приглашает Аннализ на ужин, они целуются, но Аннализ усилием воли прекращает это. Оливер делает сайт для сбора пожертвований в пользу семьи Саймона. Коннор объясняет ему, что из-за подобных действий в глазах полиции он станет выглядеть виновным. Бонни обнаруживает, что за ней следят. Френк уверяет, что сможет ее защитить. Сандрин говорит Лорел, что Уэс вернется, и на недоумение дочери поясняет, что имеет в виду ее сына, "малыша Уэса". Бонни обнаруживает, что незадолго до смерти Уэс встречался с Сандрин. Айзек срывается. |            |                                                                           |                 |                                   |                  |                     |
| 57 | 12         | «Спроси его о Стелле» «Ask Him About Stella»                              | Стивен Крегг    | Тесс Лейбовиц                     | 8 февраля 2018   | 3,26                |
| Айзек борется с воспоминаниями о смерти дочери, всплывшими в памяти ввиду приближающейся годовщины ее смерти и потенциального нового обвинения. Он хочет позвонить бывшей жене Жаклин, но вместо этого идет к дилеру. Аннализ защищает Айзека, попросив Бонни не допустить его обвинения. Айзек признается Аннализ, что сорвался. Аннализ просит его пойти на встречу анонимных алкоголиков или наркоманов, предлагает его поддержать. Они ходят на совместные завтраки, Айзек рассказывает Аннализ о своем прошлом. Ашер ударяется в готовку. Все готовятся к суду по групповому иску, пишут черновики для речи Аннализ. Аннализ готовит Лейхи-старшего к допросу, но дело забирает Верховный суд Штата Пенсильвания. Вместо судебного разбирательства сторонам предложено представить письменные резюме. Аннализ считает, что это закулисные игры губернатора и генерального прокурора, которые хотят лишить ее даже возможности в дальнейшем оспорить решение первой инстанции и что истцы снова лишаются права увидеть суд изнутри. Лейхи-старший считает, что сын хочет его обмануть и не дать ему выступить в суде. Микаэлла заинтересована в иске, потому что хочет попасть в Верховный суд США. Френк дает Бонни устройства для собственной защиты. Бонни предлагает коллеге помощь в обвинении Айзека, чтобы получить доступ к материалам дела, но тот раскрывает ее блеф, и ей приходится пойти ва-банк и озвучить прокурору, что у нее есть доказательства против него и они пойдут в прессу, если с ней что-то случится. Бонни просит Френка переехать обратно. Аннализ понимает, что дочь Айзека Стелла приняла такие же таблетки, которые были у него, и что обвинения были не так далеки от правды. Айзек врал по поводу своей длительной завязки, дочь нашла его заначку, и он сам написал предсмертную записку и спрятал некоторые улики, чтобы помочь жене пережить это. Аннализ и Бонни отмазывают Айзека, но он снова под кайфом и снимает с себя ответственность за это. Поэтому Аннализ звонит Жаклин, рассказывает о срыве и намекает ей, что Айзека нужно спросить о Стелле. Лорел получает шанс увидеть сына. Френк узнает, что ее мать всю неделю звонила бывшему мужу каждый день, и думает, что они работают вместе. Сандрин утверждает, что звонила ему, чтобы Лорел могла побыть с ребенком наедине. Френка мучает чувство вины, что преждевременные роды случились из-за него. Лорел решает назвать сына Кристофером в честь его отца, ведь настоящее имя Уэса - Кристоф. Верховный суд Пенсильвании не поддерживает сторону Аннализ. Нейт говорит отцу, что несмотря на проигранное дело, его отец не потеряет, что он будет навещать его. Коннор решает восстановиться в университете и делает предложение Оливеру еще раз. Френк напрямую спрашивает мать Лорен, откуда она знала Уэса-Кристофа. Микаэлла уговаривает Аннализ подать дело в Верховный суд США и попросить о помощи в продвижении дела антикризисного менеджера Оливию Поуп. Начало сюжетного пересечения с сериалом «Скандал» |            |                                                                           |                 |                                   |                  |                     |
| 58 | 13         | «Лейхи против штата Пенсильвания» «Lahey v. Commonwealth of Pennsylvania» | Зетна Фуэнтес   | Мореник Балогун и Сара Л. Томпсон | 1 марта 2018     | 4,14                |
| 59 | 14         | «За день до его смерти» «The Day Before He Died»                          | Скотт Принц     | Джо Фаззио                        | 8 марта 2018     | 3,36                |
| 60 | 15         | «Больше никто не умирает» «Nobody Else Is Dying»                          | Джет Уилкинсон  | Питер Ноуолк                      | 15 марта 2018    | 3,83                |

### Сезон 5 (2018—2019)
| № общий | № в сезоне | Название                                                                          | Режиссёр            | Автор сценария                  | Дата премьеры    | Зрители (млн) |
| ------- | ---------- | --------------------------------------------------------------------------------- | ------------------- | ------------------------------- | ---------------- | ------------- |
| 61      | 1          | «Твои похороны» «Your Funeral»                                                    | Стивен Крегг        | Питер Ноуолк                    | 27 сентября 2018 | 2,93          |
| 62      | 2          | «Чья это кровь?» «Whose Blood Is That?»                                           | Майк Смит           | Сара Л. Томпсон                 | 4 октября 2018   | 3,02          |
| 63      | 3          | «Ребенок никогда не был мертв» «The Baby Was Never Dead»                          | Валери Уайсс        | Эрика Харрисон                  | 11 октября 2018  | 3,22          |
| 64      | 4          | «Это ее ребенок» «It's Her Kid»                                                   | Чери Ноулан         | Мэйша Клоссон                   | 18 октября 2018  | 2,74          |
| 65      | 5          | «Это был худший день в моей жизни» «It Was the Worst Day of My Life»              | Лора Иннес          | Майкл Руссо                     | 25 октября 2018  | 2,93          |
| 66      | 6          | «Мы можем найти его» «We Can Find Him»                                            | Джонатан Браун      | Тесс Лейбовиц                   | 1 ноября 2018    | 2,86          |
| 67      | 7          | «Я играл» «I Got Played»                                                          | Эрик Ланёвилль      | Майя Голдсмит                   | 8 ноября 2018    | 3,02          |
| 68      | 8          | «Я хочу любить тебя до дня своей смерти» «I Want to Love You Until the Day I Die» | Стивен Крегг        | Джо Фаззио                      | 15 ноября 2018   | 3,13          |
| 69      | 9          | «Он предал нас обоих» «He Betrayed Us Both»                                       | Джон Терлески       | Дэниэл Робинсон                 | 17 января 2019   | 2,84          |
| 70      | 10         | «Не уходи от меня» «Don’t Go Dark on Me»                                          | Чери Ноулан         | Сара Роуз Файнберг              | 24 января 2019   | 2,74          |
| 71      | 11         | «Быть мучеником» «Be the Martyr»                                                  | Олрик Райли         | Мэтью Круз                      | 31 января 2019   | 2,58          |
| 72      | 12         | «Мы все знаем» «We Know Everything»                                               | Дженнифер Гетцингер | Майкл Руссо и Сара Л. Томпсон   | 7 февраля 2019   | 2,74          |
| 73      | 13         | «Где ваши родители?» «Where Are Your Parents?»                                    | Димэйн Дэвис        | Майя Голдсмит и Дэниэл Робинсон | 14 февраля 2019  | 2,57          |
| 74      | 14         | «Сделай меня врагом» «Make Me The Enemy»                                          | Майк Смит           | Эрика Харрисон и Мэтью Круз     | 21 февраля 2019  | 2,56          |
| 75      | 15         | «Пожалуйста, скажи что больше никто не умер» «Please Say No One Else Is Dead»     | Стивен Крегг        | Джо Фаззио                      | 28 февраля 2019  | 2,76          |

### Сезон 6 (2019 - 2020)
| № общий | № в сезоне | Название                                                                                             | Режиссёр          | Автор сценария                  | Дата премьеры    | Зрители в США (млн) |
| --- | ---------- | --- | ----------------- | ------------------------------- | ---------------- | ------------------- |
| 76 | 1          | «Попрощаться» «Say Goodbye»                                                                          | Стивен Крегг      | Сара Л. Томпсон                 | 26 сентября 2019 | 2,43                |
| Аннализ пытается оценить ущерб, нанесенный исчезновением Лорел и Кристофера. Другие не согласны с возможными теориями пропажи Лорел. Тиган справляется с последствиями отравления Эммета, а Габриэль хочет вывести свои зарождающиеся отношения с Микаэлой на новый уровень. |            | |                   |                                 |                  |                     |
| 77 | 2          | «Вивиан здесь» «Vivian's Here»                                                                       | Майк Смит         | Майкл Руссо                     | 3 октября 2019   | 2,56                |
| 78 | 3          | «Ты думаешь, я плохой человек?» «Do You Think I'm A Bad Man?»                                        | Катриона МакКензи | Дэниэл Робинсон                 | 10 октября 2019  | 2,23                |
| 79 | 4          | «Я ненавижу Мир» «I Hate the World»                                                                  | Скотт Принц       | Мэтью Круз                      | 17 октября 2019  | 2,10                |
| 80 | 5          | «Мы все умрём» «We're All Gonna Die»                                                                 | Феликс Алькала    | Сара Роуз Файнберг              | 24 октября 2019  | 2,25                |
| 81 | 6          | «Семья - отстой» «Family Sucks»                                                                      | Лора Иннес        | Ванесса Джеймс Бентон           | 31 октября 2019  | 2,16                |
| 82 | 7          | «Я - убийца» «I'm the Murderer»                                                                      | Лили Марийе       | Лоуренс Эндрис                  | 7 ноября 2019    | 2,21                |
| 83 | 8          | «Я хочу быть свободным» «I Want to Be Free»                                                          | Алрик Райли       | Хади Николас Диб                | 14 ноября 2019   | 2,28                |
| 84 | 9          | «Ты - крот?» «Are You the Mole?»                                                                     | Стивен Крегг      | Мэйша Клоссон                   | 21 ноября 2019   | 2,16                |
| 85 | 10         | «Нам это с рук не сойдет» «We're Not Getting Away With It»                                           | Шилин Чокси       | Тесс Лейбовиц                   | 2 апреля 2020    | 2,91                |
| 86 | 11         | «Расплата» «The Reckoning»                                                                           | Димэйн Дэвис      | Инда Крейг-Гальван              | 9 апреля 2020    | 2,78                |
| 87 | 12         | «Сделай ему больно» «Let's Hurt Him»                                                                 | Дженис Кук        | Дэниэл Робинсон и Мэтью Круз    | 16 апреля 2020   | 2,81                |
| 88 | 13         | «Что если всё это время Сэм не был плохим парнем?» «What If Sam Wasn't the Bad Guy This Whole Time?» | Доун Уилкинсон    | Рикардо К. Лара                 | 30 апреля 2020   | 2,77                |
| 89 | 14         | «Аннализ Китинг мертва» «Annalise Keating Is Dead»                                                   | Джон Терлески     | Сара Л. Томпсон и Тесс Лейбовиц | 7 мая 2020       | 2,69                |
| 90 | 15         | «Останься» «Stay»                                                                                    | Стивен Крегг      | Питер Ноуолк                    | 14 мая 2020      | 3,20                |